# Église Marie Reine de la Vallée d'Aoste
L'église Marie Reine de la Vallée d'Aoste se situe à Breuil-Cervinia.

## Histoire
L'église a été bâtie en 1955.

## Description
À l'intérieur sont conservés des bas-reliefs en bois provenant de l'école de Fra Angelico avec Marie et l'Enfant Jésus, ainsi que saint Bernard de Menthon.
La structure présente trois nefs et un clocher. À côté de l'entrée se trouvent les bustes en bronze du père Vietto et du père Sterpone, deux des principaux curés de la paroisse du Breuil.